# 헤렌니우스 에트루스쿠스

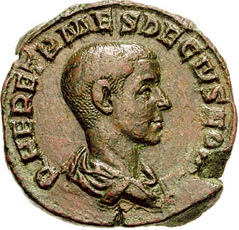

헤렌니우스 에트루스쿠스(Herennius Etruscus, 227년 경 ~ 251년 6월)는 251년 당시 로마 황제였으며 아버지 데키우스와 함께 통치했다. 데키우스는 전장에서 필립을 패배시킨 뒤 로마 원로원을 통해 자신을 황제로 공표시켰다. 헤렌니우스 에트루스쿠스는 250년 카이사르 칭호를 얻은 뒤 251년 5월 아우구스투스로 승격되었다. 251년, 아브리투스 전쟁에서 아버지와 함께 사망했다. 이 두 황제가 죽자 남아있던 로마의 권력자들에 의해 트레보니아누스 갈루스가 황제로 선정되었다.